# Remedios T. Romuáldez (Agusan del Norte)
Remedios T. Romuáldez es un municipio filipino de quinta categoría, situado en la parte nordeste de la isla de Mindanao. Forma parte del Segundo Distrito Electoral de la provincia de Agusan del Norte situada en la Región Administrativa de Caraga, también denominada Región XIII.

## Geografía
Se trata del municipio más joven de la provincia y también el que cuenta con la menor población. Se encuentra situado al sur de Cabadbaran de cuyo término fue segregado. Linda al norte con dicho municipio; al sur con el de Butuan; al este con la provincia de Agusan del Sur, término de Sibagat; y al oeste con Magallanes de Agusan.

### Barangays
El municipio de Remedios T Romualdez se divide, a los efectos administrativos, en 8 barangayes o barrios, conforme a la siguiente relación:
| - Población I (Agay) - Balangbalang | - Basilisa - Humilog | - Panaytayon - San Antonio | - Tagbongabong - Población II |  |

## Historia
Municipio formado originariamente por siete barrios segregados en 1984 del municipio de Cabadbaran:  Agay, Basilisa, Balangbalang, Humilog, Panaytayon, San Antonio y Tagbongabong.
Remedios T. Romualdez, también conocido como Remedios Trinidad, es la madre de Imelda Marcos, la esposa del presidente de Filipinas Ferdinand Marcos.